# لولبية أسطوانية الأبواغ
لولبية أسطوانية الأبواغ (الاسم العلمي:Spirogyra cylindrospora) هي نوع من طحالب خضراء تتبع جنس اللولبية من الفصيلة الزيغنيمية.